# Коттон-Граунд
Коттон-Граунд (англ. Cotton Ground) — населённый пункт в Сент-Китс и Невисе. Административный центр округа Сент-Томас-Лоуленд.

## География
Находится на северо-западе острова Невис. Располагается в 5,8 км к северу от Чарлстауна — крупнейшего города на острове. Высота над уровнем моря — 83 м.

### Климат
По Классификации климатов Кёппена, климат здесь определяется как Aw — тропический климат с сухой зимой и дождливым летом. Температура здесь в среднем 26,2 °C. Среднегодовая норма осадков — 896 мм.